# CCNY
CCNY (англ. Cyclin Y) – білок, який кодується однойменним геном, розташованим у людей на короткому плечі 10-ї хромосоми. Довжина поліпептидного ланцюга білка становить 341 амінокислот, а молекулярна маса — 39 337.
| 10         |  | 20         |  | 30         |  | 40         |  | 50         |
| ---------- |  | ---------- |  | ---------- |  | ---------- |  | ---------- |
| MGNTTSCCVS |  | SSPKLRRNAH |  | SRLESYRPDT |  | DLSREDTGCN |  | LQHISDRENI |
| DDLNMEFNPS |  | DHPRASTIFL |  | SKSQTDVREK |  | RKSLFINHHP |  | PGQIARKYSS |
| CSTIFLDDST |  | VSQPNLKYTI |  | KCVALAIYYH |  | IKNRDPDGRM |  | LLDIFDENLH |
| PLSKSEVPPD |  | YDKHNPEQKQ |  | IYRFVRTLFS |  | AAQLTAECAI |  | VTLVYLERLL |
| TYAEIDICPA |  | NWKRIVLGAI |  | LLASKVWDDQ |  | AVWNVDYCQI |  | LKDITVEDMN |
| ELERQFLELL |  | QFNINVPSSV |  | YAKYYFDLRS |  | LAEANNLSFP |  | LEPLSRERAH |
| KLEAISRLCE |  | DKYKDLRRSA |  | RKRSASADNL |  | TLPRWSPAII |  | S          |

A: Аланін

C: Цистеїн

D: Аспарагінова кислота

E: Глутамінова кислота

F: Фенілаланін

G: Гліцин

H: Гістидин

I: Ізолейцин

K: Лізин

L: Лейцин

M: Метіонін

N: Аспарагін

P: Пролін

Q: Глутамін

R: Аргінін

S: Серин

T: Треонін

V: Валін

W: Триптофан

Кодований геном білок за функцією належить до фосфопротеїнів. 
Задіяний у таких біологічних процесах, як клітинний цикл, поділ клітини, сигнальний шлях Wnt, альтернативний сплайсинг. 
Локалізований у клітинній мембрані, ядрі, мембрані.